# Combate naval de Jambelí
El combate de Jambelí (conocido como batalla naval de Jambelí en la historiografía ecuatoriana o incidente de Jambelí en la historiografía peruana), fue un enfrentamiento ocurrido el 25 de julio de 1941 entre el cañonero ecuatoriano Abdón Calderón y el destructor peruano Almirante Villar durante la guerra peruano-ecuatoriana.
Concluido este enfrentamiento naval la Marina peruana mantuvo el bloqueo de las costas ecuatorianas durante el resto de la guerra; el Almirante Villar continuó con sus operaciones y el Abdón Calderón consiguió retornar a Guayaquil.

## Preludio
A la medianoche del 24 de julio el cañonero ecuatoriano Calderón zarpó desde Guayaquil con la misión de escoltar las motonaves  Olmedo, la Pinta y la Deisy Edith con provisiones de personal y suministros hasta Puerto Bolívar. 
El convoy arribó al puerto hacia las 8:30 del 25 de julio e inició el desembarco del material, siendo interrumpidos por un ataque de un avión peruano que incursionó para ametrallar el muelle, sin consecuencias fatales. El cañonero ecuatoriano salió del puerto según distintas fuentes por el ataque de la aviación peruana, que sería desviada del puerto al perseguir al buque; o según otras fuentes, para hacer pruebas de armamento, ya que el buque había recibido recientes reparaciones en Guayaquil. De cualquiera de los modos, el buque abandona el puerto entre las 10:25 y las 10:30 horas del 25 de julio.
El mismo día 25, el destructor peruano Almirante Villar zarpó desde Zorritos con la misión de ingresar en aguas ecuatorianas y efectuar tareas de patrullaje y reconocimiento en la zona. Ese mismo día, avistó al Calderón en las inmediaciones del canal de Jambelí alrededor de las 11 h, dando inicio al incidente.

## Buques enfrentados

### Destructor Almirante Villar

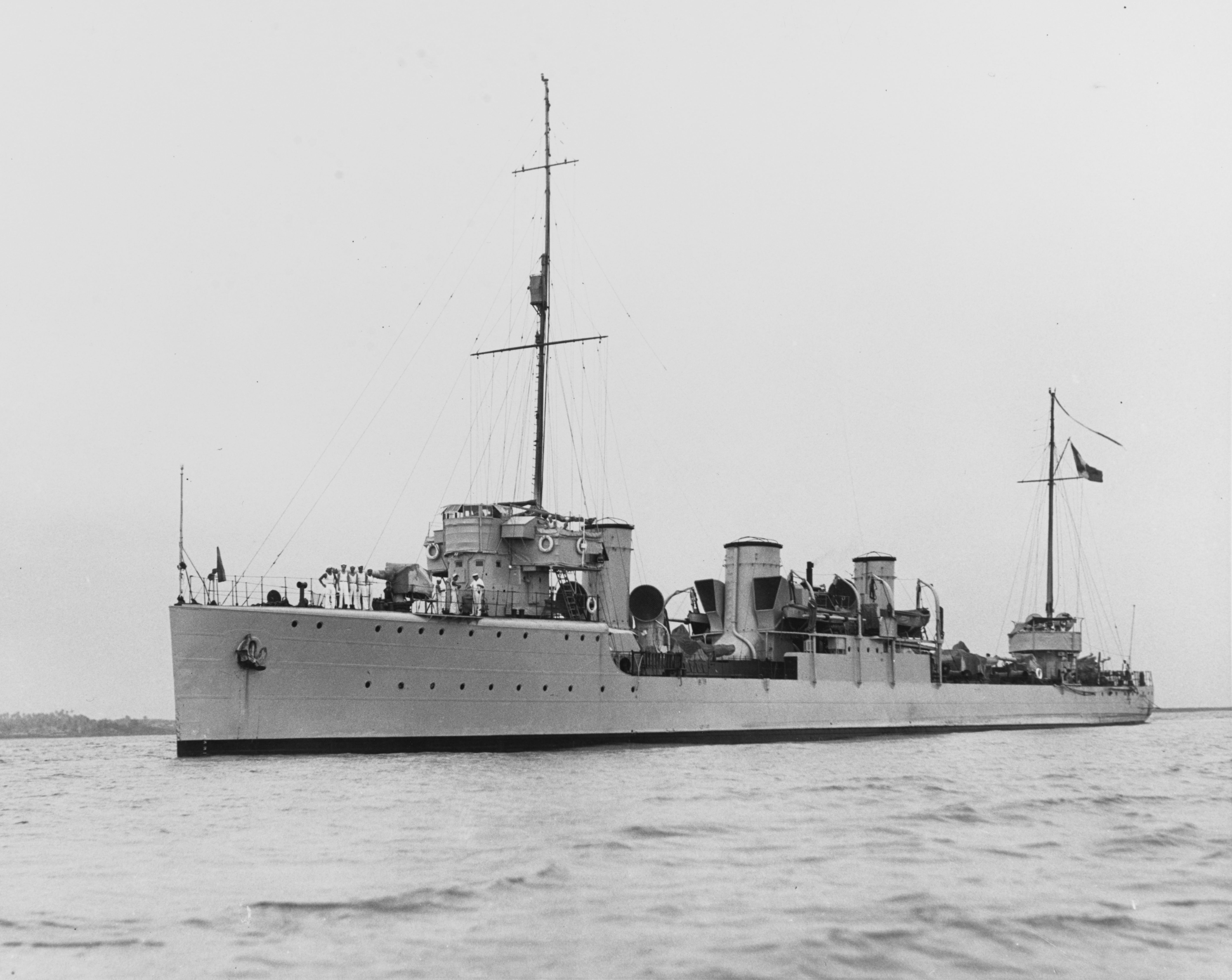
BAP Almirante Villar.

El Almirante Villar era un destructor de clase Orfey con capacidad para una tripulación de 168 marineros, de 1440 t de desplazamiento construido en 1915. Su armamento consistía en 4 cañones de 101,6 mm/50, 3 ametralladoras, 1 cañón AA de 40 mm y 9 tubos lanzatorpedos de 457 mm. Su velocidad era de 27 nudos.

### Cañonero Abdón Calderón

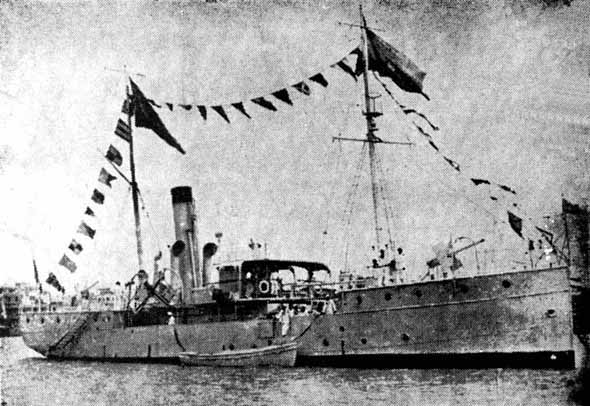
BAE Abdón Calderón.

El Abdón Calderón era un cañonero con capacidad para una tripulación de 54 marineros, de 300 t de desplazamiento construido en 1884. Su armamento consistía en 2 cañones Armstrong de 76 mm/40, 2 cañones Armstrong de 47 mm/40 y 2 cañones AA de 20 mm. Su velocidad era de 8 nudos.

## El combate
El enfrentamiento ocurrió el 25 de julio de 1941, cuando el destructor peruano Almirante Villar, zarpó de Zorritos con la misión de ingresar en aguas ecuatorianas a efectuar tareas de patrullaje y reconocimiento en la zona. Fue entonces, que navegando en inmediaciones del canal de Jambelí a las 11:03 horas avisto un buque por la proa, debido a la refracción de la luz sobre la superficie del agua, no pudo apreciar el tipo y nacionalidad de la embarcación por cuanto no llevaba bandera, por lo cual aumentó la velocidad y al acercarse a 6 000 metros, logró identificar que se trataba de un buque ecuatoriano que salía de la Boca Jambelí. A continuación, el Calderón izó su pabellón al pico, girando 180° con el objetivo de buscar protección dentro de los canales.
A las 11:19 horas el buque ecuatoriano realizó el primer disparó de cañón que cayó a 200 metros de la popa del Almirante Villar, Ante lo cual el buque peruano maniobró cayendo a estribor a fin de poder emplear más sectores de fuego y respondiendo el fuego a 11:20 horas, el cual siguió combatiendo a la vez que avanzaba a toda máquina en dirección a Boca Jambelí. Tras 21 minutos de intercambio de disparos por parte de ambos lados, concluyó el incidente.

## Repercusiones
El Almirante Villar continuó con sus operaciones durante la guerra hasta el 1 de octubre, fecha en que arribó al puerto del Callao. El Abdón Calderón, sufrió graves daños en su caldera al forzar su motor para ocultarse tras la densa vegetación existente en el canal de Jambelí y el estero de Santa Rosa. La Marina peruana mantuvo el bloqueo de las costas ecuatorianas durante el resto de la guerra.

## Memoria histórica
Según la historia militar oficial ecuatoriana, se afirma que el Almirante Villar habría recibido importantes daños de parte del Calderón, aludiendo que inclusive el destructor tuvo que ser remolcado por los buques peruanos Teniente Rodríguez y Almirante Grau. Sin embargo, no existen pruebas de que el destructor peruano recibiera impacto alguno, ni que resultara averiado como detalla el informe del teniente Morán, a mando del Abdón Calderón.

### Versiones ecuatorianas
De acuerdo a las investigaciones realizadas por el capitán de fragata peruano John Rodríguez Asti, Ecuador ha llegado a tener dos versiones oficiales sobre los sucesos de Jambelí en julio de 1941. Así, en la primera transcripción de la comunicación O/N.º 160 del Abdón Calderón con la comandancia de la armada ecuatoriana se habla del enfrentamiento indicando que no había certeza de haber impactado al buque peruano: «(...) falló después del primer disparo que posiblemente le impactó en la popa del buque atacante. También se cree que el cañón antiaéreo de popa hizo varios impactos en la superestructura del enemigo...». Mientras que en la transcripción de la misma orden que aparece en la edición número 2 de junio de 1987 de la Revista del Instituto de Historia Marítima de la Armada del Ecuador, en un artículo titulado “Documentos sobre el Combate Naval de Jambelí”, donde se transcriben las O/N.º 160 y la O/N.º 181 se omiten varios párrafos aunque se mantiene el grueso del relato, incluyendo la duda sobre si los impactos fueron certeros.
En la segunda reproducción de la O/N.º 181 es donde se menciona por primera vez la visualización de otros humos de buques ajenos al Almirante Villar sin precisar de qué buques se trata ni indicar si se llegó a tener constancia de cuáles eran. Más tarde aparece un informe de daños sufridos por el buque peruano con minucioso detalle pero sin indicar fuente alguna donde se indica que el destructor tuvo 9 bajas al recibir un impacto en el penúltimo cañón de popa y que hubo de ser remolcado por el Teniente Rodríguez y el Grau. Esta versión ha quedado recogida en la enciclopedia de Ecuador. La presencia de los buques, como parte de una escuadra naval con rumbo a Puerto Bolívar ha quedado en la historia ecuatoriana. Sin embargo, de acuerdo al parte oficial peruano, el único buque cercano a la zona era el destructor Coronel Bolognesi, de la misma clase que el Grau, con el que se encontró después de la contienda.
En un folleto conmemorativo por el XXXIII Aniversario del Combate Naval de Jambelí de la Armada de Ecuador en 1974, se hace una reproducción de varios documentos sobre el combate en el que las especificaciones de los barcos difieren de las originales, incluido el buque ecuatoriano, y donde se enlista una serie de bajas del Almirante Villar distintas a las que hasta ese momento se habían dado sin indicar de dónde se obtuvo la nueva información: 25 bajas, derrumbe del palo mayor, daños en el puente de mando y la primera chimenea, etc.

### Versión peruana
La versión peruana sobre el combate se ha basado tradicionalmente en los expuesto en el parte oficial del Almirante Villar, en el parte esta escrito que la iniciativa de los disparos la tuvo el cañonero Calderón, sin embargo, según un estudio de 2008 del capitán de fragata Rodríguez Asti, el primer disparo al aire como advertencia correspondió al buque peruano.
Los documentos oficiales peruanos sobre los sucesos que ocurrieron y sucedieron al combate, contradicen a las versiones ecuatorianas. El parte oficial del Almirante Villar donde habla del combate librado con el buque de guerra ecuatoriano «Calderón», el historial de guardias del Libro de Bitácora del buque peruano donde no se aprecian bajas, el hecho de que el cañonero Calderón se refugiase en la boca de Jambelí del otro buque si lo había inutilizado, así como la posición de los destructores Almirante Grau (que se encontraba en Salaverry) y el Teniente Rodríguez (que había sido abandonado 2 años antes) contradicen las versiones dadas por la historiografía ecuatoriana.

### Festividad en Ecuador
La fecha del 25 de julio fue escogida para ser utilizada como día de conmemoración de la Armada del Ecuador a través del Decreto Ejecutivo n.º 465 del 21 de julio de 1944 del entonces presidente ecuatoriano, José María Velasco Ibarra. La fecha fue elegida por, según la versión ecuatoriana: «el desigual combate (...) en defensa de la patria por el Cañonero Abdón Calderón, constituye, por los resultados tácticos, hecho glorioso...».